# Great Revival
Great Revival — российская  modern - hard rock группа, образованная в 2018 году.

## История
У группы женский вокал, дебютный состав группы был представлен — Manyana, гитаристом и композитором Alex Drevel. Басс гитара была за Kate Menz. В этом составе группа начинает подготовку к записи своего дебютного альбома. Запись проходила на Karma Sound Studios в октябре-ноябре 2018.
Подписав договор с немецким Alster Records (https://www.alster-records.com) в сентябре 2019 выходит первый альбом коллектива — IN DEEP.
IN DEEP — это романтичное и сильное, сумасшедшее и незабываемое, рискованное и необычное путешествие, полное радости, печали и восторга! Группа снимает в Берлине клип на хит — сингл BERLIN. К концу 2020 года, по семейным обстоятельствам, группу покидает Alex. Его место занимает MasterMike.
В конце 2020 / начале 2021 группы выпускает первый синглы на русском языке. Так же, осенью 2020, был снят клип на сингл ШИПЫ. Релиз состоялся в марте 2021.
В начале 2022 важная рокировка — место у микрофона занимает Вероника, пройдя непростой кастинг марафон.
Открывает новый этап жизни группы участие в рок фестивале ДАВАЙ, который прошел в конце марта 2022 года.
Группа активно участвует в фестивальном сезоне 2022ого и 2023его года.
С 2022 года группа становится частью команды Лейбла ДАВАЙ (https://vk.com/davaishow)
В конце 2022 выходит сингл — «Любовь без прелюдий», первый полноценный релиз с вокалом Вероники. Композитором выступил MasterMike.
В 2023 годы выходит лирическая композиция «Паранойя». Это тоже дебют, опять же Вероники, но уже в роли композитора.
В 2024 выходит в свет сингл «Одиночество». Так же как и «Паранойя» этот сингл вышел на лейбле ДАВАЙ.

### Альбомы, синглы
| №  |  | Год  | Название релиза     | Тип релиза / Комментарий |
| -- |  | ---- | ------------------- | ------------------------ |
| 1. |  | 2019 | IN DEEP             | альбом                   |
| 2. |  | 2020 | Паразит             | сингл                    |
| 3. |  | 2020 | Танец под дождем    | сингл                    |
| 4. |  | 2021 | ШИПЫ                | сингл, клип              |
| 5. |  | 2022 | Любовь без прелюдий | сингл, клип              |
| 6. |  | 2023 | Паранойя            | сингл                    |
| 7. |  | 2024 | Одиночество         | сингл                    |

## Критика
По мнению критика «Нашего радио» «в творчестве коллектива гармонично сочетаются эмоциональный женский вокал и мощные гитарные риффы».

## Состав
- Вероника  - Вокал
- Alex Drevel - Гитары
- Eugen - Ударные